# Anicet Saussé
Anicet Saussé (* 5. Februar 1969 in Mazingarbe) ist ein ehemaliger französischer Fußballspieler.

## Karriere
Saussé wurde nahe der Stadt Lens geboren und in der Jugendabteilung des lokalen Profiklubs RC Lens ausgebildet. 1989 rückte er in den Kader der ersten Mannschaft, die zuvor in die zweite Liga abstiegen war. Obwohl in Lens generell stark auf die Jugend gesetzt wurde, hatte der 20-jährige Saussé zuerst große Schwierigkeiten, sich zu etablieren und kam in seiner ersten Saison auf vier Einsätze. Der Abgang von Jacques Canosi am Ende der Spielzeit änderte daran nur wenig, sodass er auch in der zweiten Saison nicht über zehn absolvierte Partien hinauskam. Allerdings konnte er mit der Mannschaft 1991 den Aufstieg in die erste Liga feiern. Er verbuchte in der einzigen Erstligaspielzeit seiner Karriere zwölf Einsätze. Weil er sich auch in seiner dritten Saison nicht im Team festsetzen konnte, wurde er 1992 an den zweitklassigen FC Martigues ausgeliehen. Mit Martigues gelang ihm zwar der Aufstieg, Saussé erlangte aber nicht so viel Spielpraxis wie erhofft. Dementsprechend entschieden sich die Verantwortlichen bei Martigues gegen eine Verpflichtung des Spielers. Er kehrte nach Lens zurück, wurde jedoch kurze Zeit später an Olympique Alès ausgeliehen. Für Alès trat er den Abstiegskampf in der zweiten Liga an, konnte aber auch dort nicht überzeugen. Am Ende der Saison 1993/94 entschied sich Alès ebenfalls gegen eine Verpflichtung. Stattdessen fand Saussé im drittklassigen FC Valenciennes einen neuen Arbeitgeber. In Valenciennes kam er etwas mehr zum Zug als bei seinen vorherigen Stationen, musste den Klub durch dessen Pleite 1996 jedoch wieder verlassen. Der damals 27-jährige Saussé entschied sich anschließend zum Karriereende. Er sah von weiteren Tätigkeiten im Fußball ab und übernahm ein Autohaus in Houdain.